# Bernardino Pérez Elizarán
Bernardino Pérez Elizarán, més conegut com a Pasieguito, (Hernani, 21 de maig de 1925 - València, 21 d'octubre de 2002) fou un futbolista basc. Jugava de centrecampista i els seus equips van ser el València CF i el Llevant UE. Va ser internacional amb la selecció espanyola.

## Trajectòria

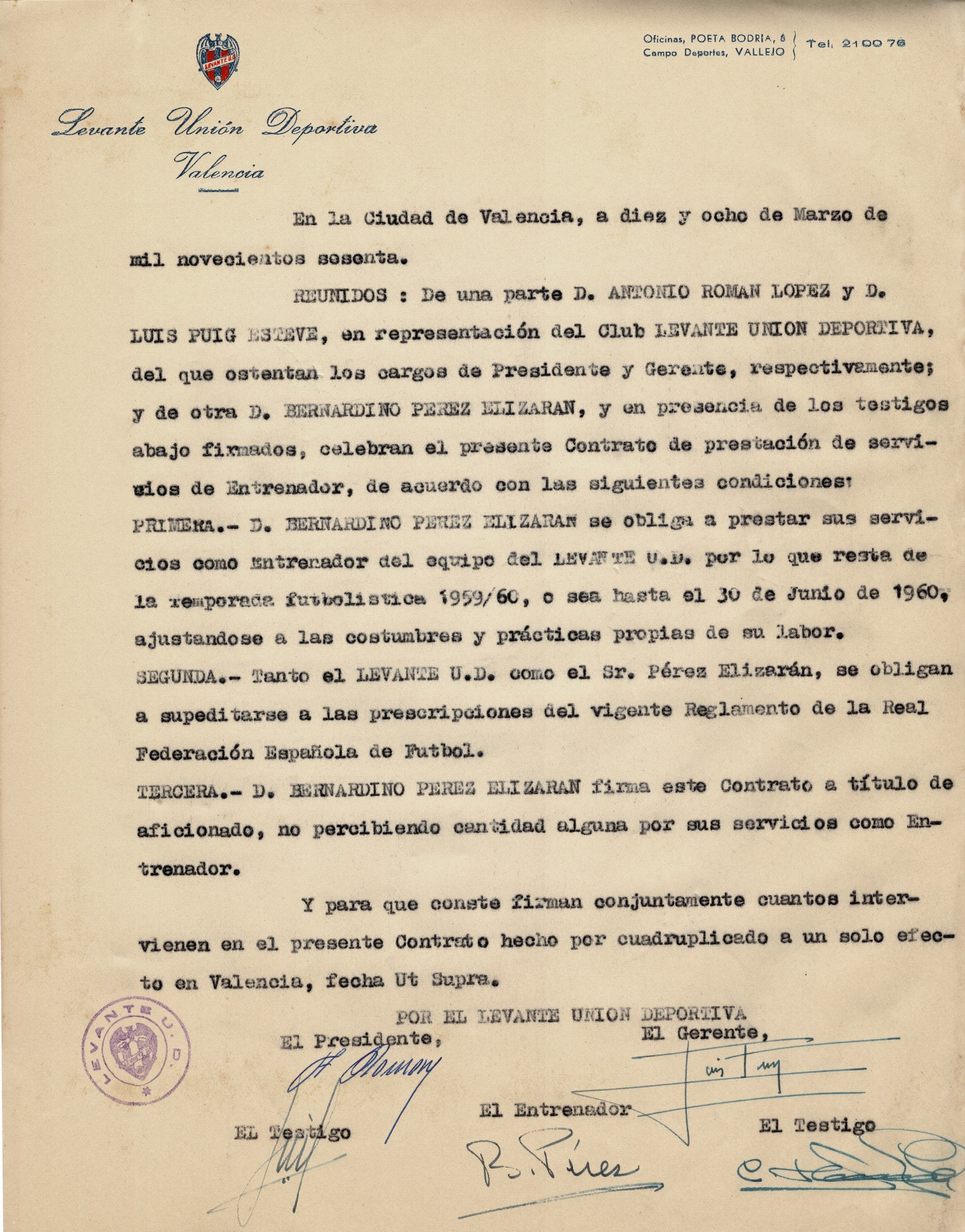
Contracte de Pasieguito amb el Llevant UE.

Pasieguito va ser fitxat pel València CF en edat juvenil i va debutar amb el primer equip el 21 de març de 1943. Com que encara no tenia 18 anys, el RCD Espanyol ho va denunciar i va ser sancionat un any sense jugar per haver falsificat la data de naixement a la fitxa federativa. Després de la sanció va ser cedit al Llevant UE perquè anara agafant experiència.
Tenia una gran qualitat tàctica i domini dels fonaments del joc que li permetia dirigir el joc de l'equip a la perfecció. En els seus inicis va destacar d'interior, però va acabar formant amb Puchades una mítica medular valencianista. També tenia un ràpid regat i magnífic toc de baló, el que li permetia marcar gran quantitat de gols de falta.
Com a tècnic, va començar al CE Mestalla, filial del València CF, però un mes després va anar al Llevant UE com a jugador-entrenador. Després va passar per diversos equips com el Sabadell, Granada, Sporting de Gijón i València CF on va aconseguir una Copa del Rei i una Supercopa d'Europa. També va ser secretari tècnic del club valencianista, aconseguint èxits com els fitxatges de Kempes i Mijatovic.

### Internacional
Va ser internacional amb la selecció espanyola en tres ocasions. Va debutar el 6 de gener de 1954 front a Turquia a Madrid.

## Clubs
- València CF - 1942-1943 – Primera divisió – 3 partits
- 1943-1944 - Sancionat
- Llevant UE - 1944-1945 – Tercera divisió
- València CF - 1945-1959 – Primera divisió – 240 partits i 65 gols
- Llevant UE - 1959-1960 – Segona divisió

## Palmarès

### Estatals

#### Com a jugador
- 1 Lliga - València CF - 1946-1947
- 1 Copa del Rei - València CF - 1954

#### Com a entrenador
- 1 Copa del Rei - València CF - 1979

### Internacionals

#### Com a entrenador
- 1 Supercopa d'Europa – València CF - 1980